# Західно-Алтайський заповідник
Західно-Алтайський державний природний заповідник (каз. Баты́с Алта́й мемлекетті́к табиғи́ қорығы́) заснований Постановою Верховної Ради Республіки Казахстан № 1519-ХП від 3 липня 1992 року з метою комплексної охорони біогеоценозів гірської системи Алтай. Він займає площу 86 122 га біля північно-східного кордону Східно-Казахстанської області на території двох адміністративних районів: Риддерського міського округу та району Алтай (Зирянівського району). У 2020 році Західно-Алтайський державний природний заповідник внесений до всесвітньої мережі резерватів ЮНЕСКО.

## Геологія та орографія
Основні гірські хребти Західно-Алтайського заповідника — Іванівський, Убинський, Ульбінський сягають висот 2200—2500 м і мають рельєф ерозійного характеру. Найвищий хребет біля заповідника — Холзун (г. Лінійський Білок 2598 м.). Гірські хребти вкриті лісом. Слабко виражена високогірна рослинність. Тектонічні форми визначають найбільші риси сучасної орографії Алтаю. Складна геологічна історія своїми витоками сягає далекого минулого, коли в докембрії та нижньому палеозої в результаті салаїрських і каледонських тектонічних рухів вперше було закладено фундамент складчастої гірської країни, яка остаточно оформилася під час герцинської складчастості. Льодовикові форми рельєфу немає універсального значення для території Алтаю, але у ряді районів визначають специфіку будови поверхні. Водноерозійні форми рельєфу мають повсюдне поширення, але найширше розвинені у сфері середньогір'я. Великий інтерес викликає вузол, складений хребтами Холзун, Іванівський, Лінейський, що займає найвищі висотні позначки (Щербаков та ін, 1991). Унікальні утворення — гранітні рештки Лінійського білка являють собою оригінальні геологічні пам'ятки минулих епох, сформовані часом та атмосферними явищами. У геологічній будові території заповідника беруть участь відкладення пермських інтрузій, девонської системи та наймолодші четвертинні утворення. Відкладення девону розвинені у басейнах рік.

## Гідрологія
Територія Західно-Алтайського заповідника вирізняється чудово розвиненою високогірною гідрологічною мережею представленою річками Біла та Чорна Уба з їхніми притоками, річкою Барсук та розташованим у витоках цих річок комплексом дрібних високогірних озер карового походження. Два найбільші озера — Кедрове і Щербакова, розміщуються на межі лісової та альпійської зон (Губанов, Іванова, 1988). Десятки дрібних струмків живлять річки, утворюють верхові болота. Болото «Гульбище» на початку Чорної Уби — найбільше на Західному Алтаї.
Річка Уба, що входить до складу правих приток річки Іртиш, за своєю багатоводністю одна із найбільших приток Іртиша в межах Казахстану. Вона утворюється на злитті річок Чорна та Біла Уба, що беруть свій початок з Іванівського хребта у зоні вічних снігів. Основне своє живлення річка отримує від танення сезонних снігів, тому паводок у річці відбувається у квітні-травні. Періоди маловоддя наступають у листопаді і тривають до березня. Збереження у природному стані цієї системи — одна з основних умов забезпечення нормального гідрологічного режиму.

## Флора і фауна
За флористичними складами ЗАДПЗ займає одне з провідних місць серед заповідників Казахстану. У заповіднику чудові хвойні ліси, незвичайна гірська рослинність, та й квітів тут зростає чимало, тож із весни до осені Рудний Алтай виглядає вкрай строкато та дивовижно. Лісові угіддя заповідника займають 65 % загальної площі. Нелісні угіддя — 35 %. Найпоширенішою породою в заповіднику є ялиця, на частку якої припадає 26,7 % від покритих лісом угідь, кедр займає 23,1 %, модрина — 15,5 %, ялина — 13,9 %, інші деревини — 10,1 %. 1,1 % покритих лісом угідь представлені насадженнями штучного походження (сосна — 5,7 га, ялина — 480,1 га, модрина 19,6 га, береза — 11,0 га).
Флора судинних рослин становить 883 види. 27 рослин занесено до Червоної Книги Казахстану.
Рослинний світ слугує для диких тварин не тільки сферою проживання, а й місцем харчування, розмноження, вигодовування молодняку.
На території Західно-Алтайського заповідника мешкає 230 видів тварин, у тому числі:
- сучасна фауна птахів Західно-Алтайського заповідника становить 162 види, у тому числі 120, що гніздують. Безсумнівно, що при подальших дослідженнях, цей список буде розширено за рахунок прогонових, залітних та видів, що розселяються. Уточнено буде і статус цілого ряду видів, що особливо гніздяться. Серед рідкісних і зникаючих птахів, занесених до Червоної книги Казахстану, в Західно-Алтайському заповіднику зазначено перебування 6 видів, їх 5 видів гніздиться (чорний лелека, беркут, сапсан, сірий журавель, пугач) і 1 — балабан, зустрічається у період міграції. Ще 2 види (лучний деркач і лічна вівсянка) занесені до міжнародного списку видів птахів, яким глобально загрожують, складений BirdLifeInternational (2005).
- 57 видів ссавців. Три види копитних — лось, марал, сарна здебільшого відкочовують на зимовий період у менш сніжні райони. Для кабана відомі лише поодинокі заходи. Американська норка є акліматизованим видом. До видів, що знову заселили територію заповідника після тривалої відсутності, слід віднести лося, що з'явився тут у 70-х роках минулого століття і марала, що проник на Західний Алтай в останні десятиліття. У 2008 році з'явився європейський бобер. Звичайними видами є бурий ведмідь, рись, соболь, горностай, солонгой, мала ласиця, білка, сибірський бурундук, алтайська пискуха, білий заєць.

Із рідкісних ссавців, занесених до Червоної книги Казахстану, в заповіднику мешкає нічниця Іконнікова.
- Герпетофауна включає 2 види земноводних і 4 види плазунів.
- Іхтіофауна річок та озер досі залишається практично не вивченою, тому попередній список становить лише 5 видів риб, із них 1 вид — таймень занесений до списку Червоної книги Казахстану[5].

## Галерея

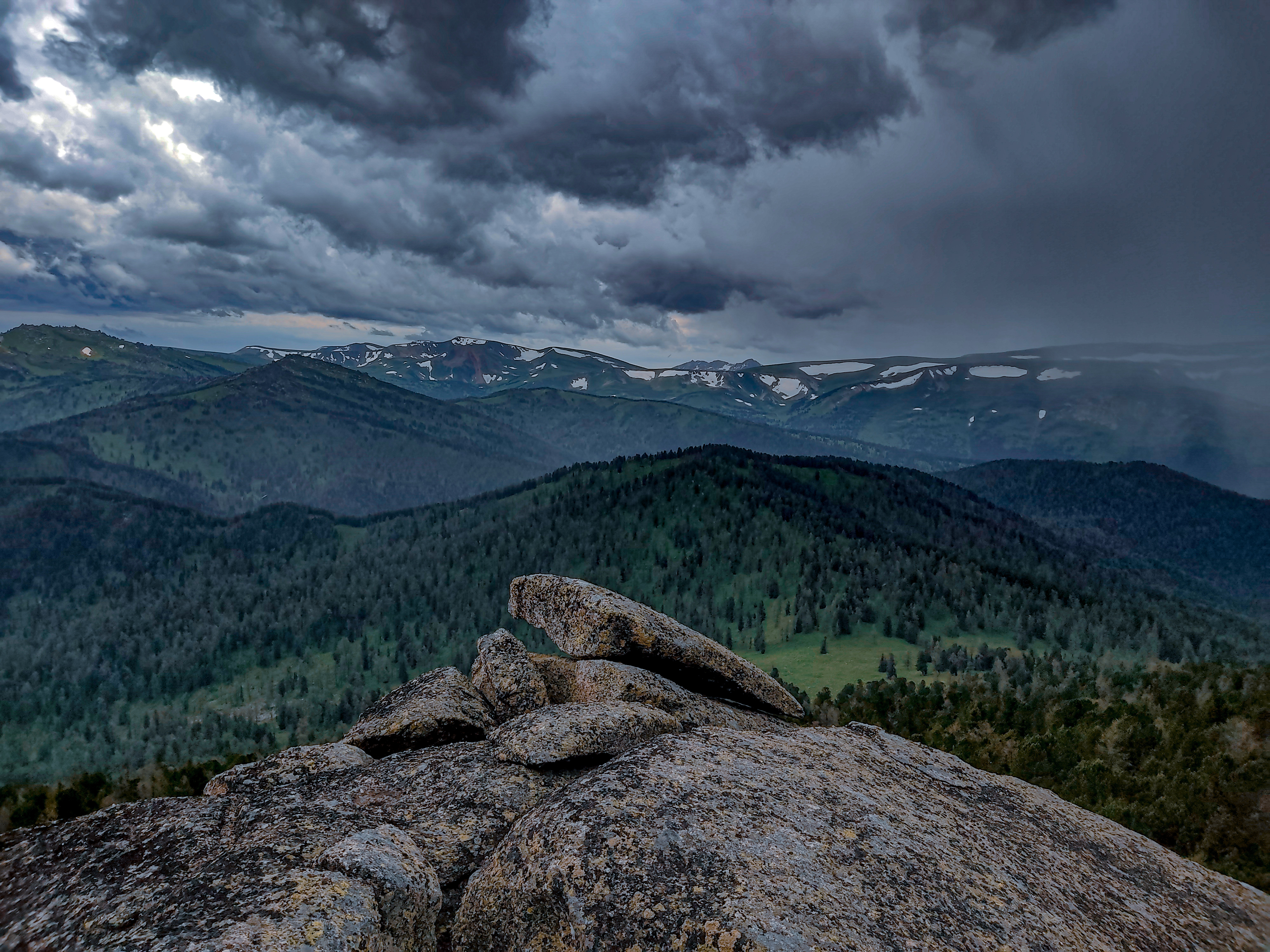
Маршрут "Заповідні Далі"
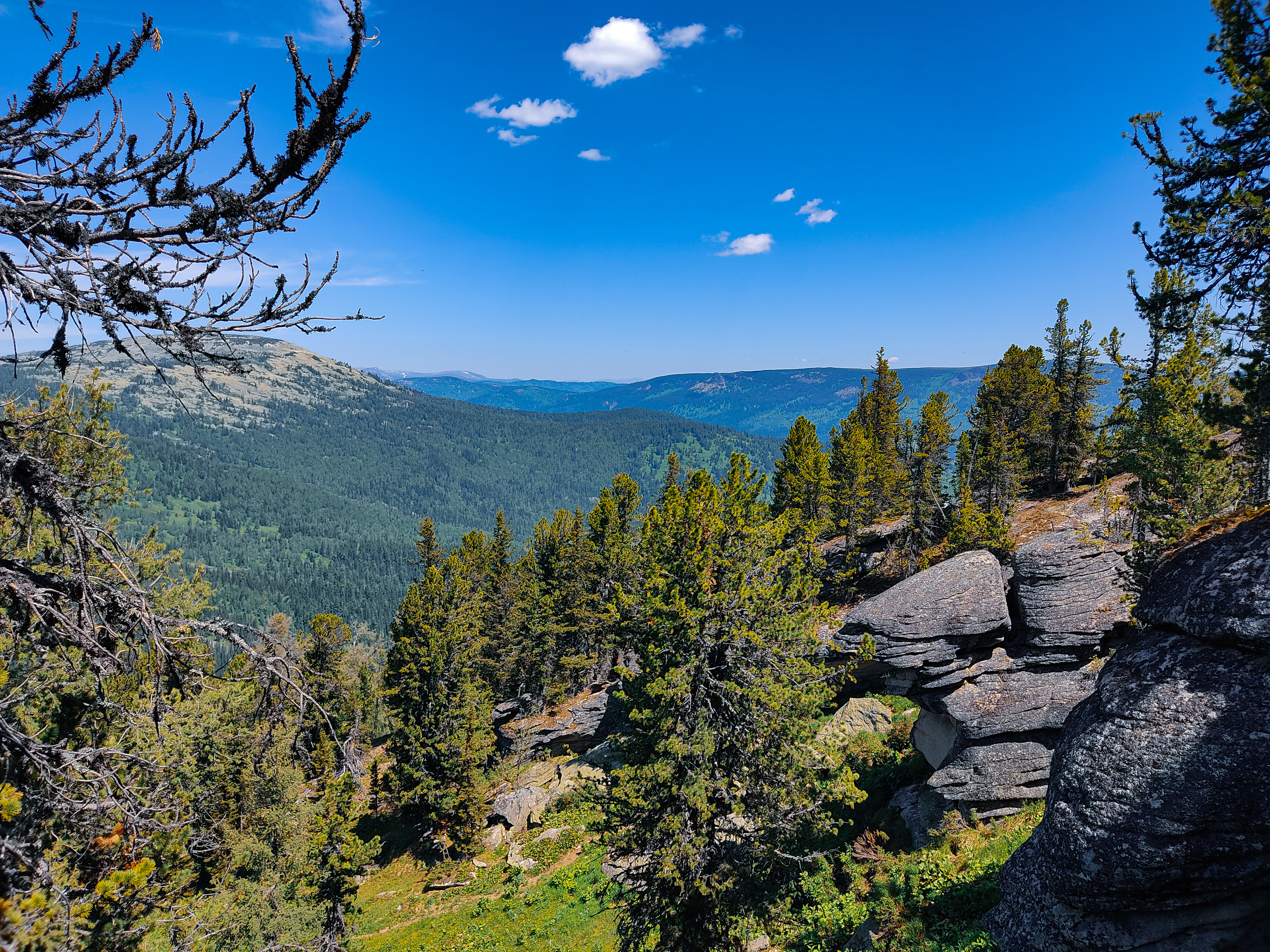
Скельна гряда "Бастіон"
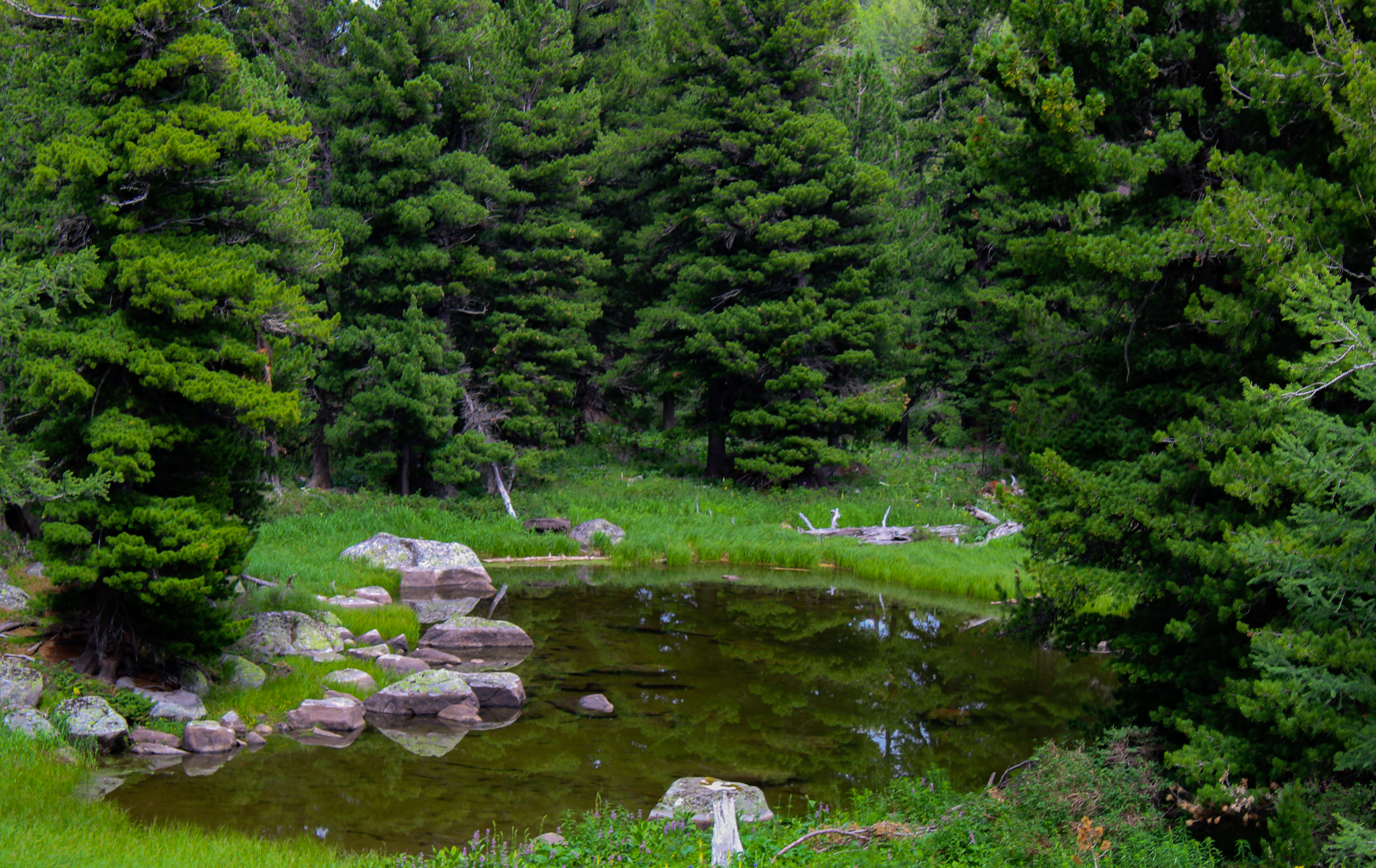
Нижнє озеро у верхів'ях Альошкіного ключа
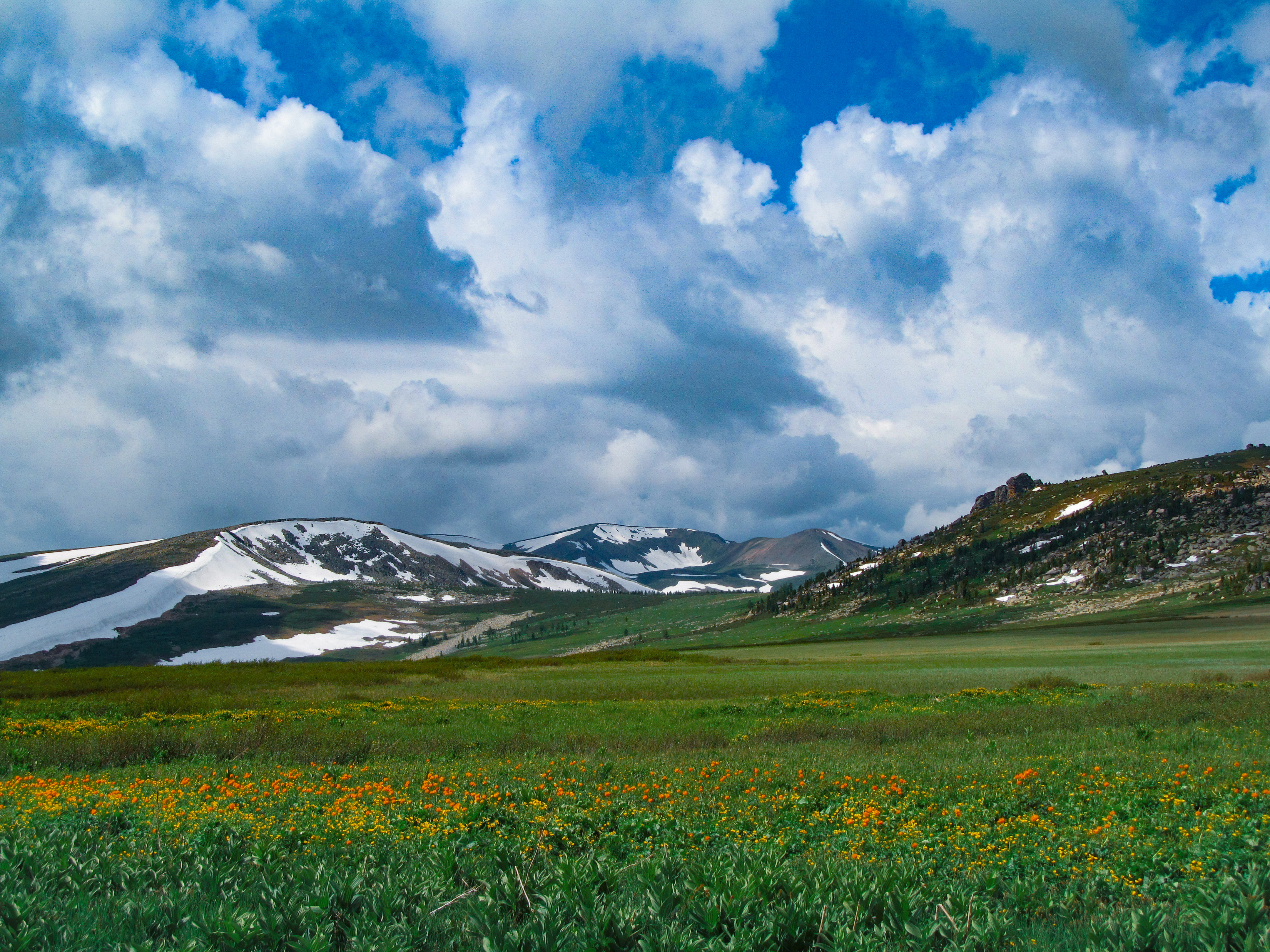
Високогірне болото Гульбище
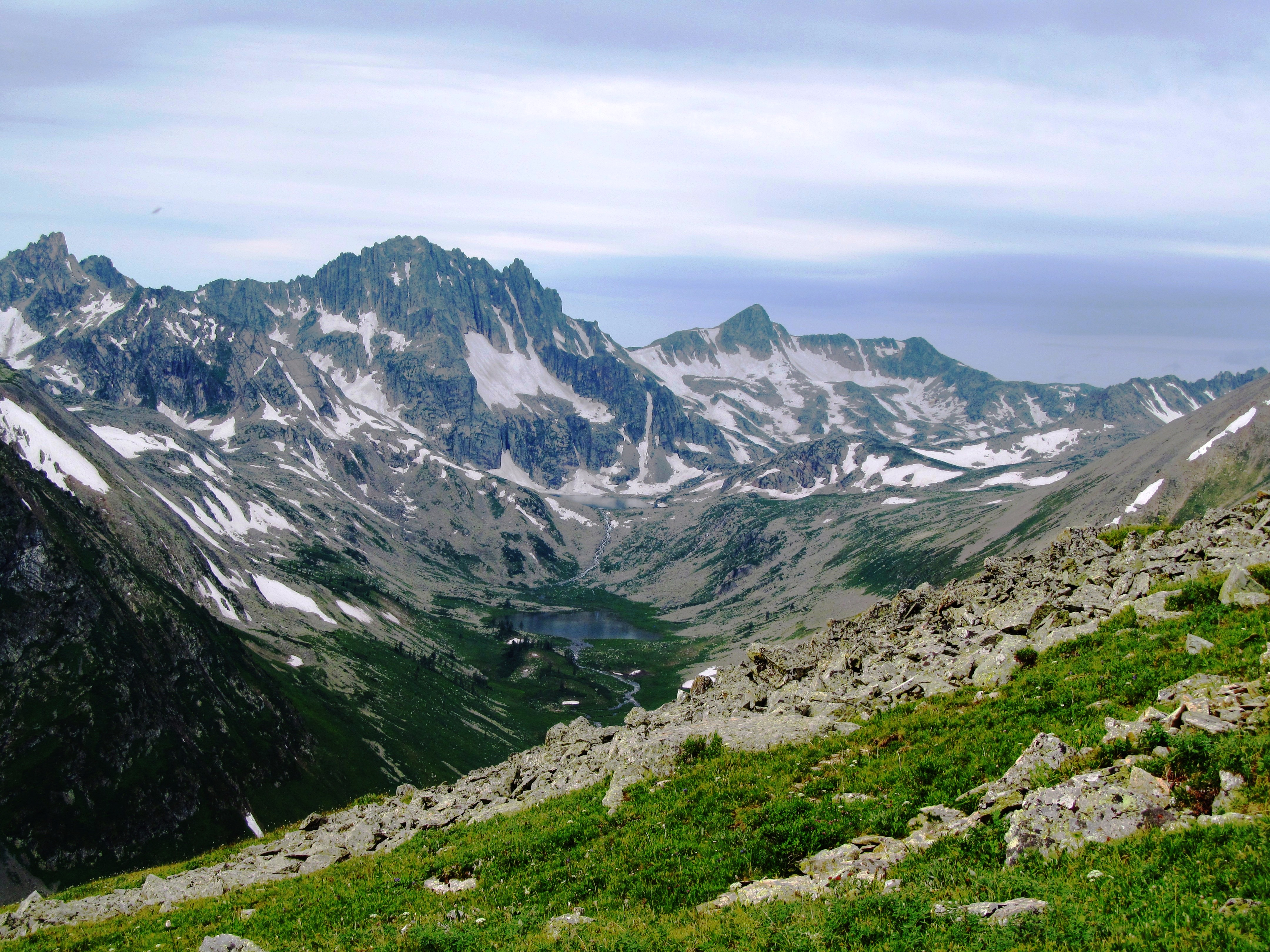
Чорний вузол
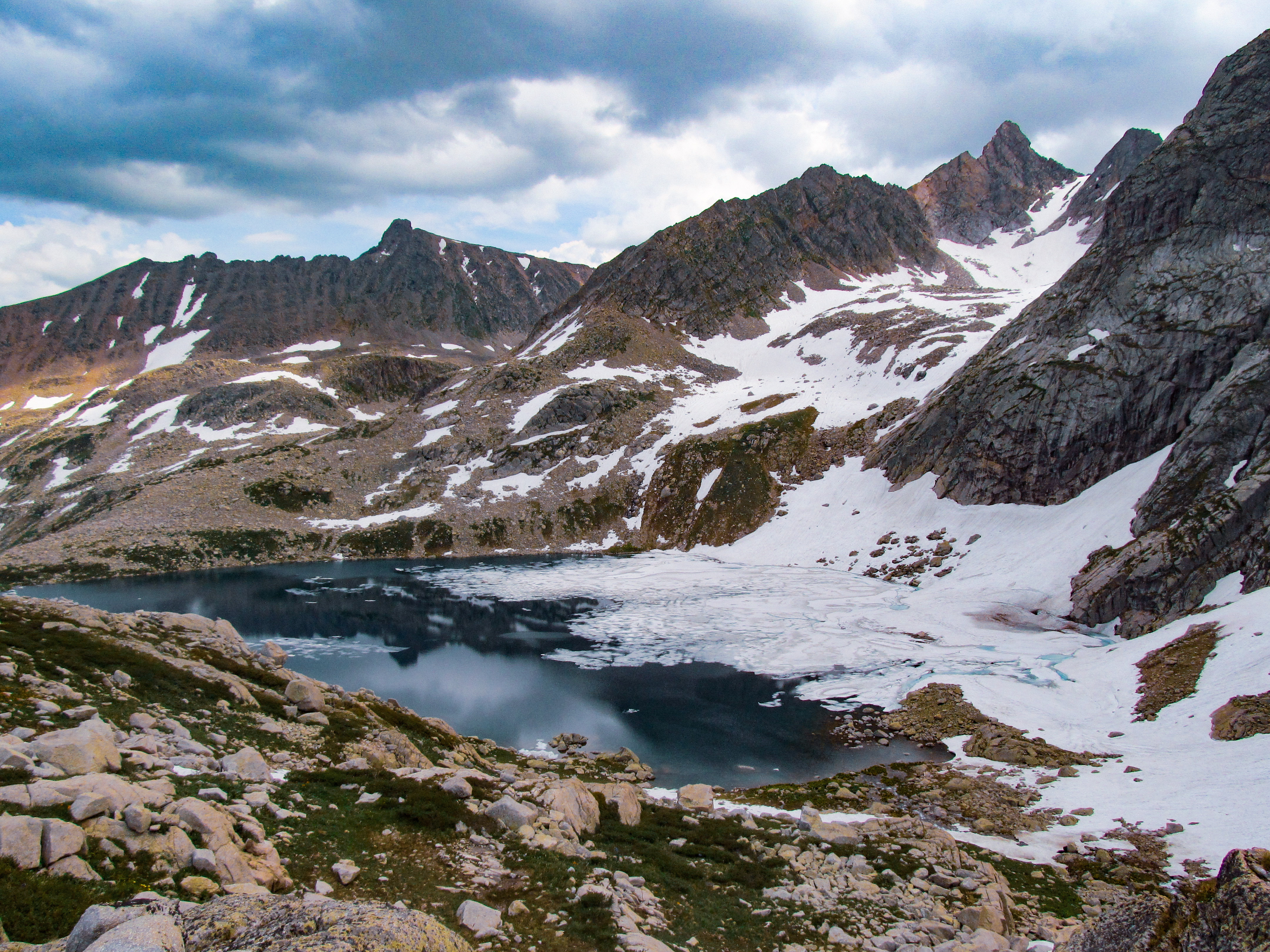
Друге Тургусунське озеро
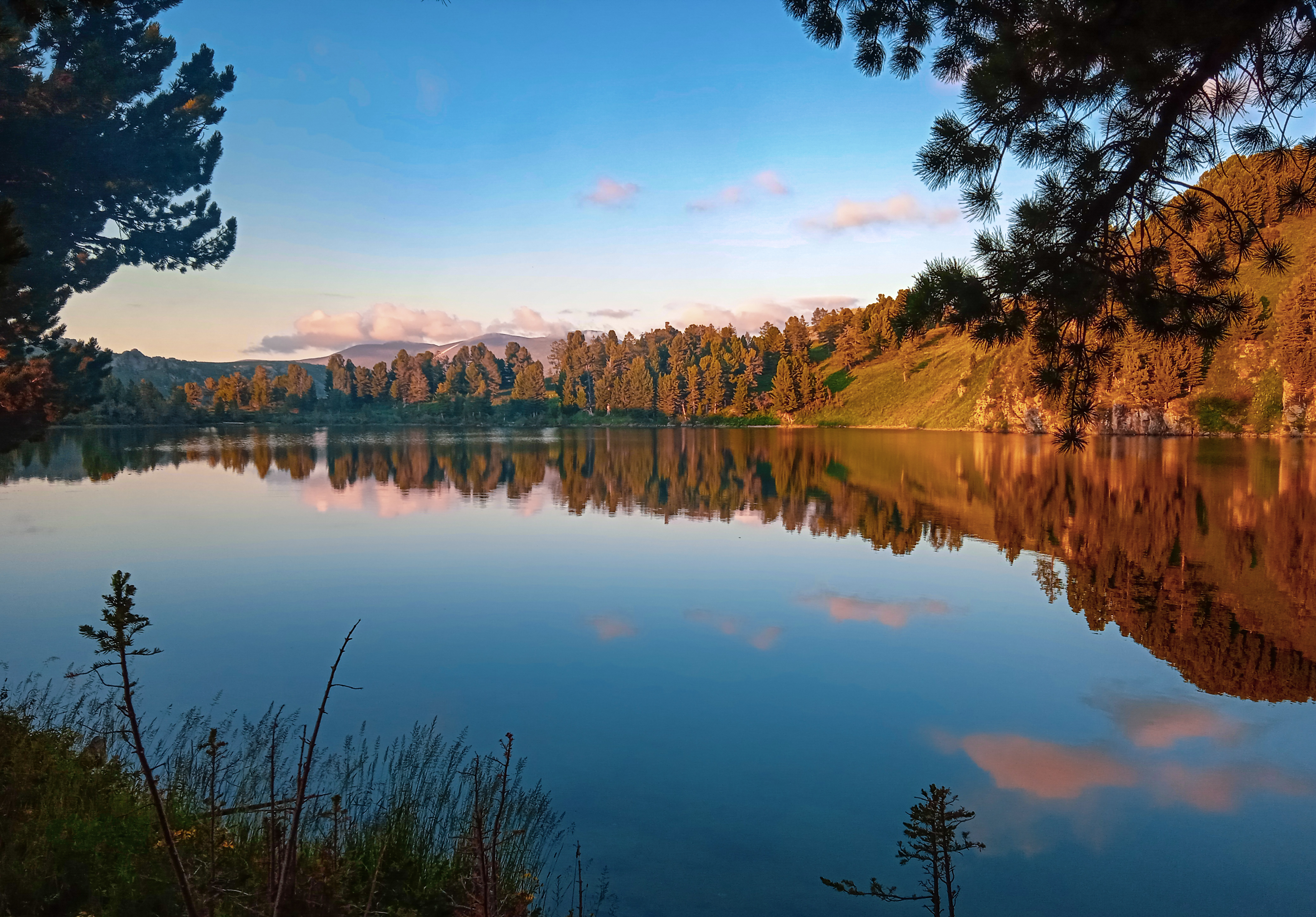
Кедрове озеро
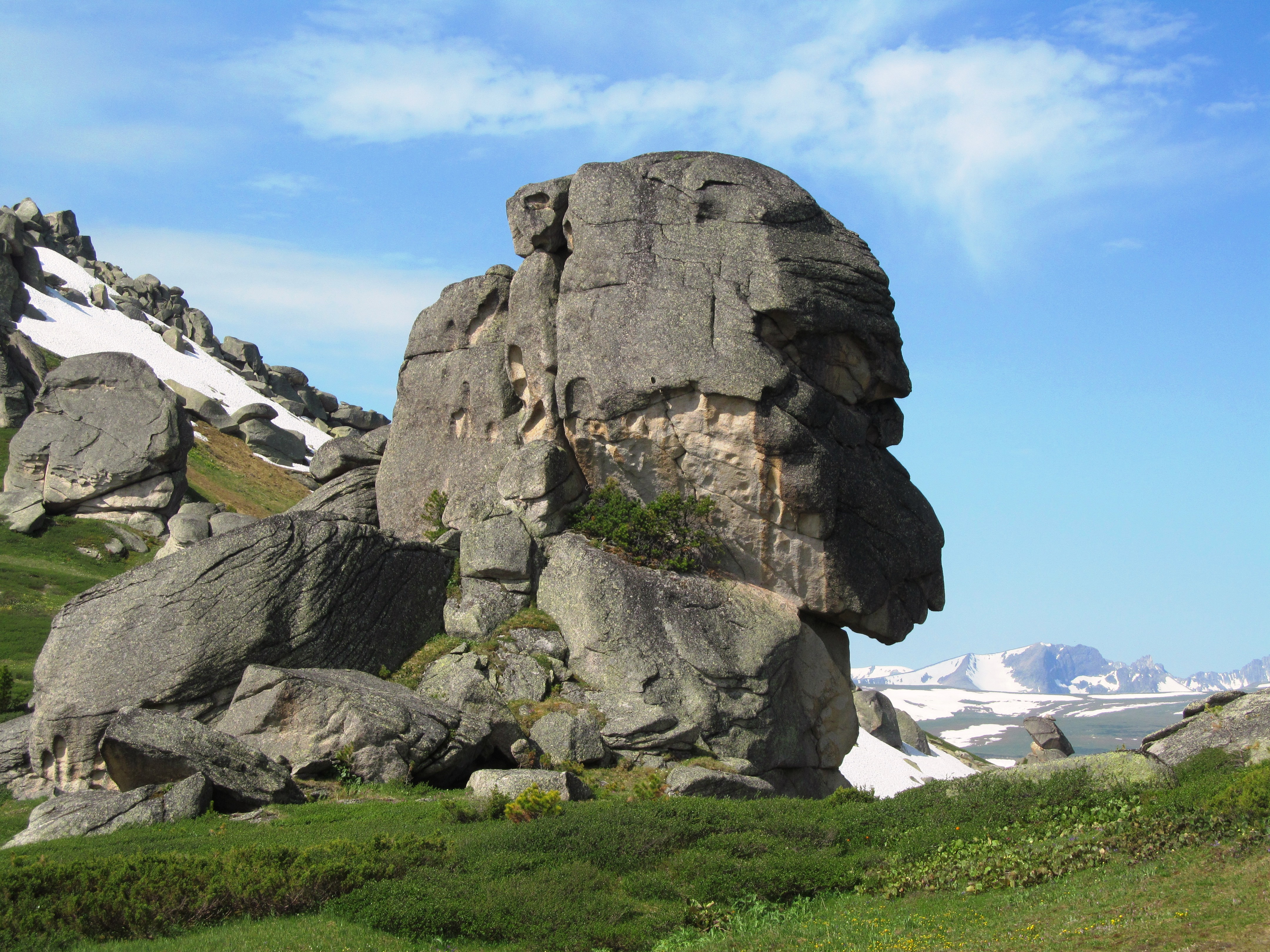
Останці на маршруті "Кам'яна казка"
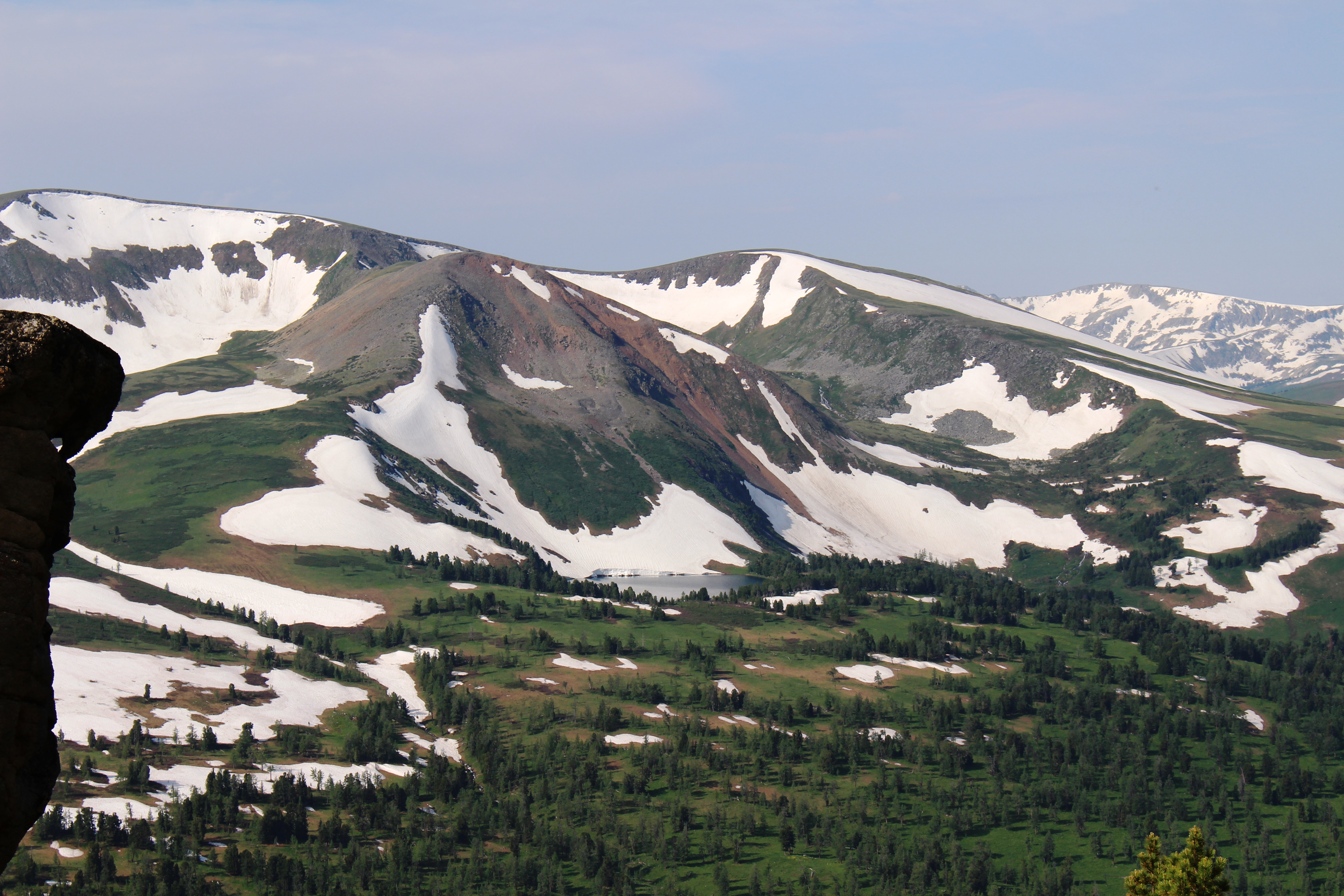
Хребет Івановський
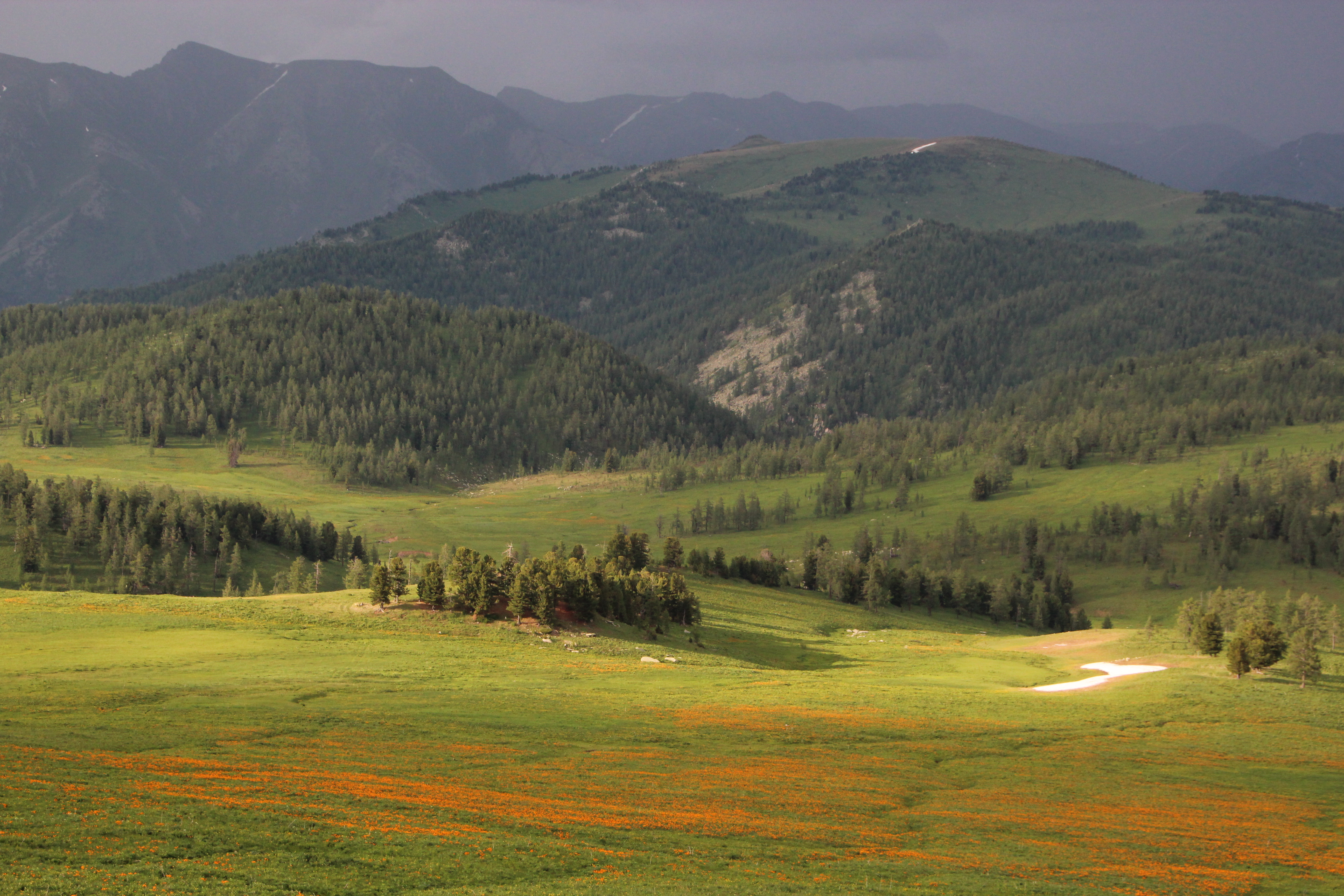
Гроза над жарками
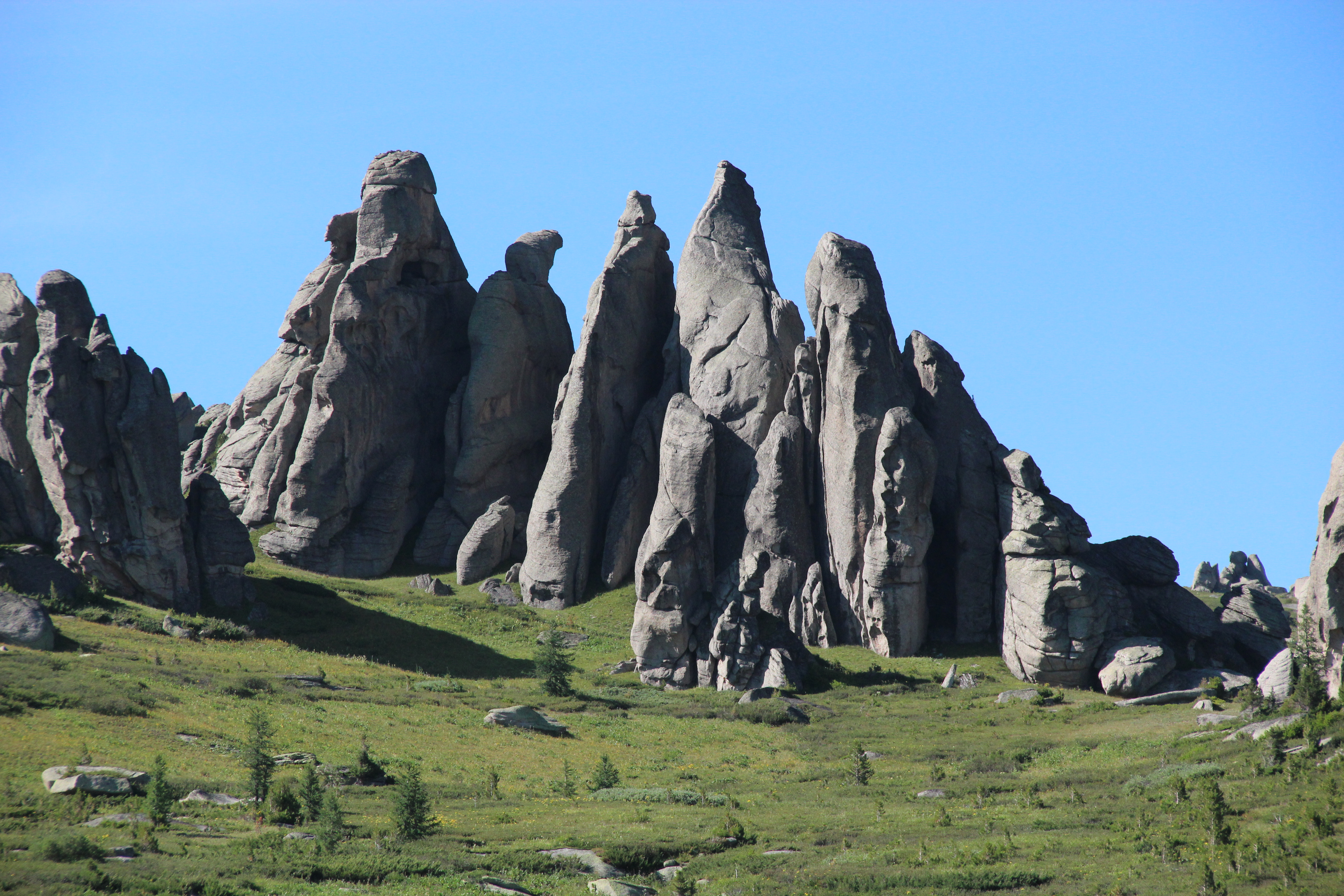
Гранітні рештки "Пір'я"
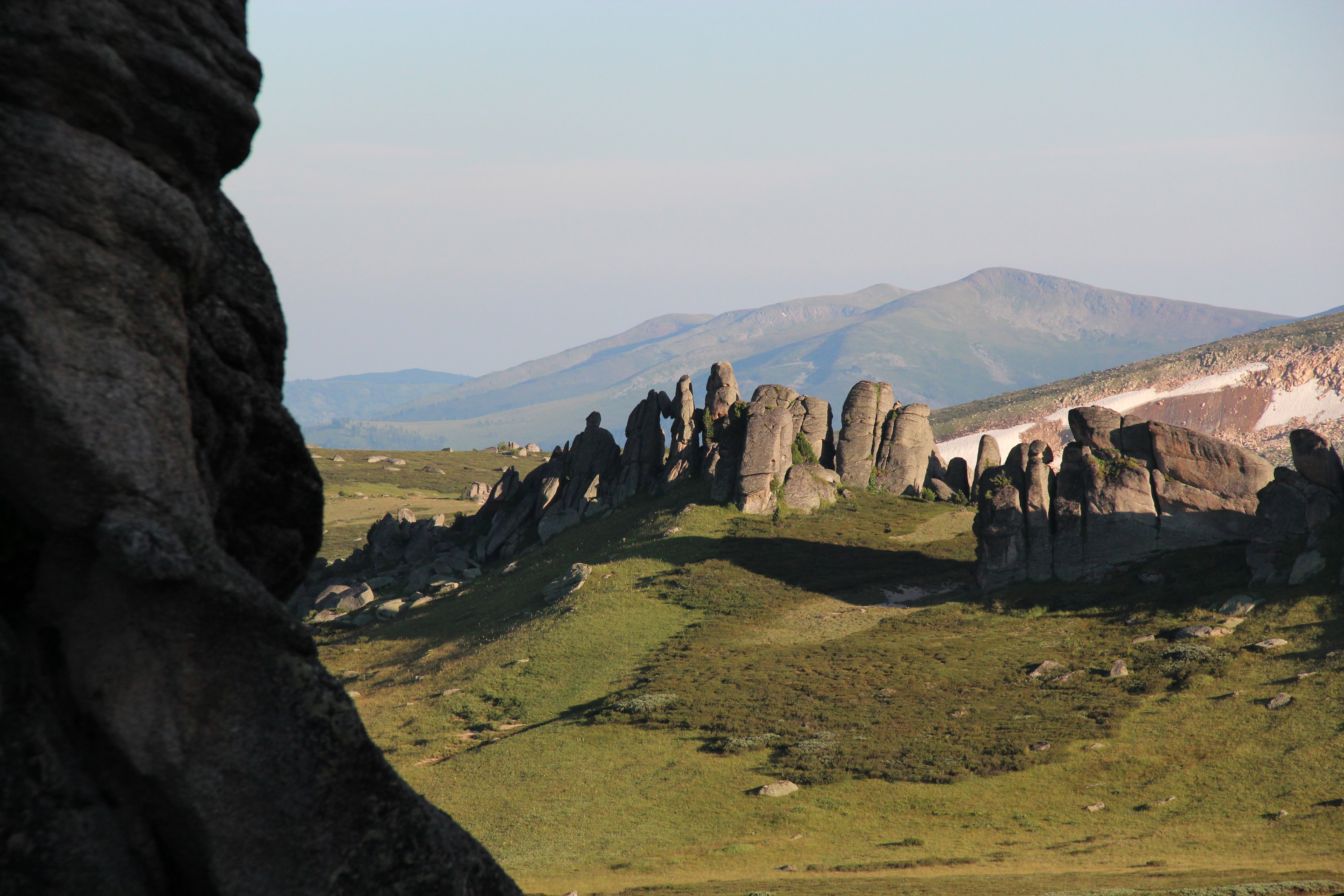
Маршрут "Кам'яна казка"
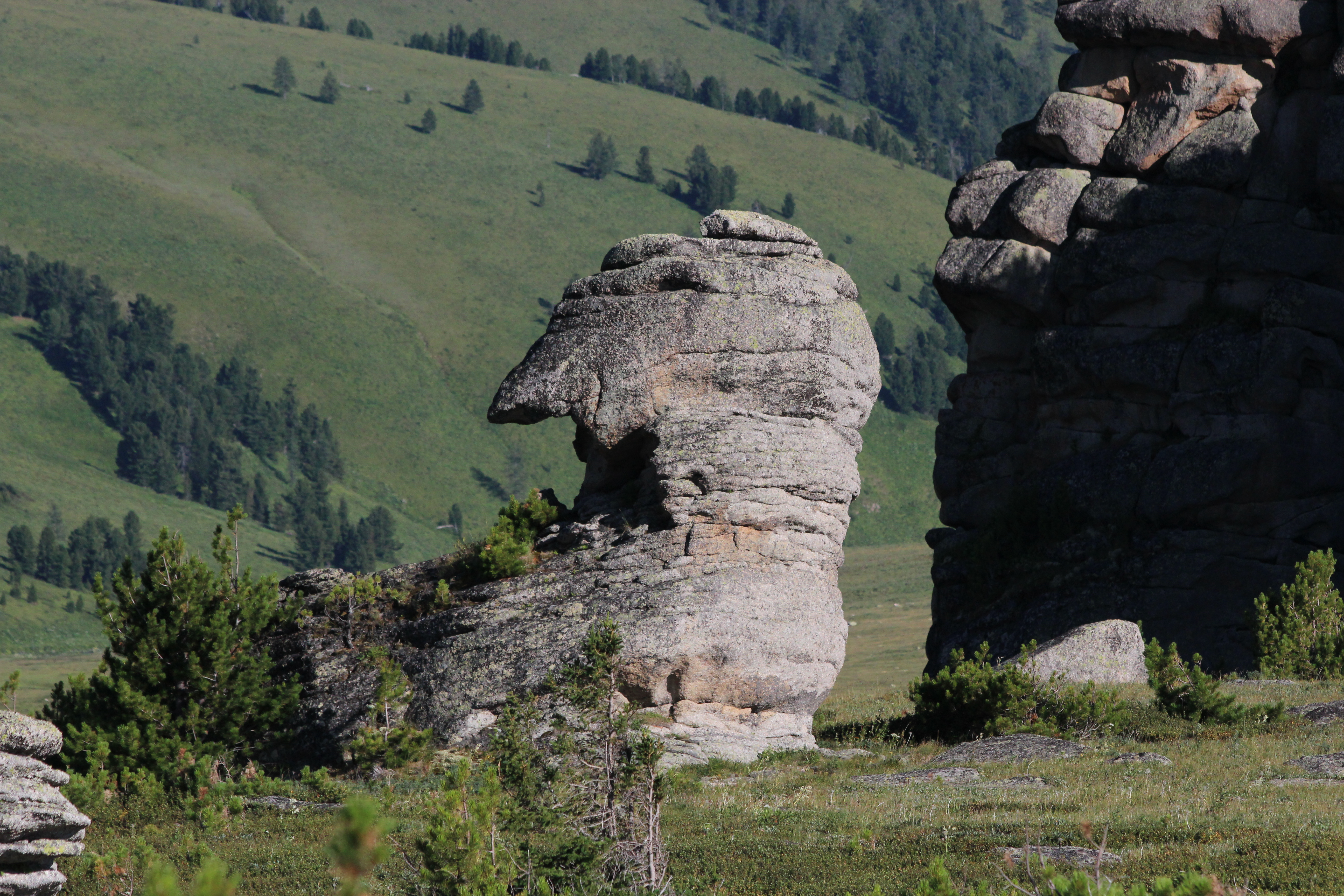
"Гранітний черевичок"
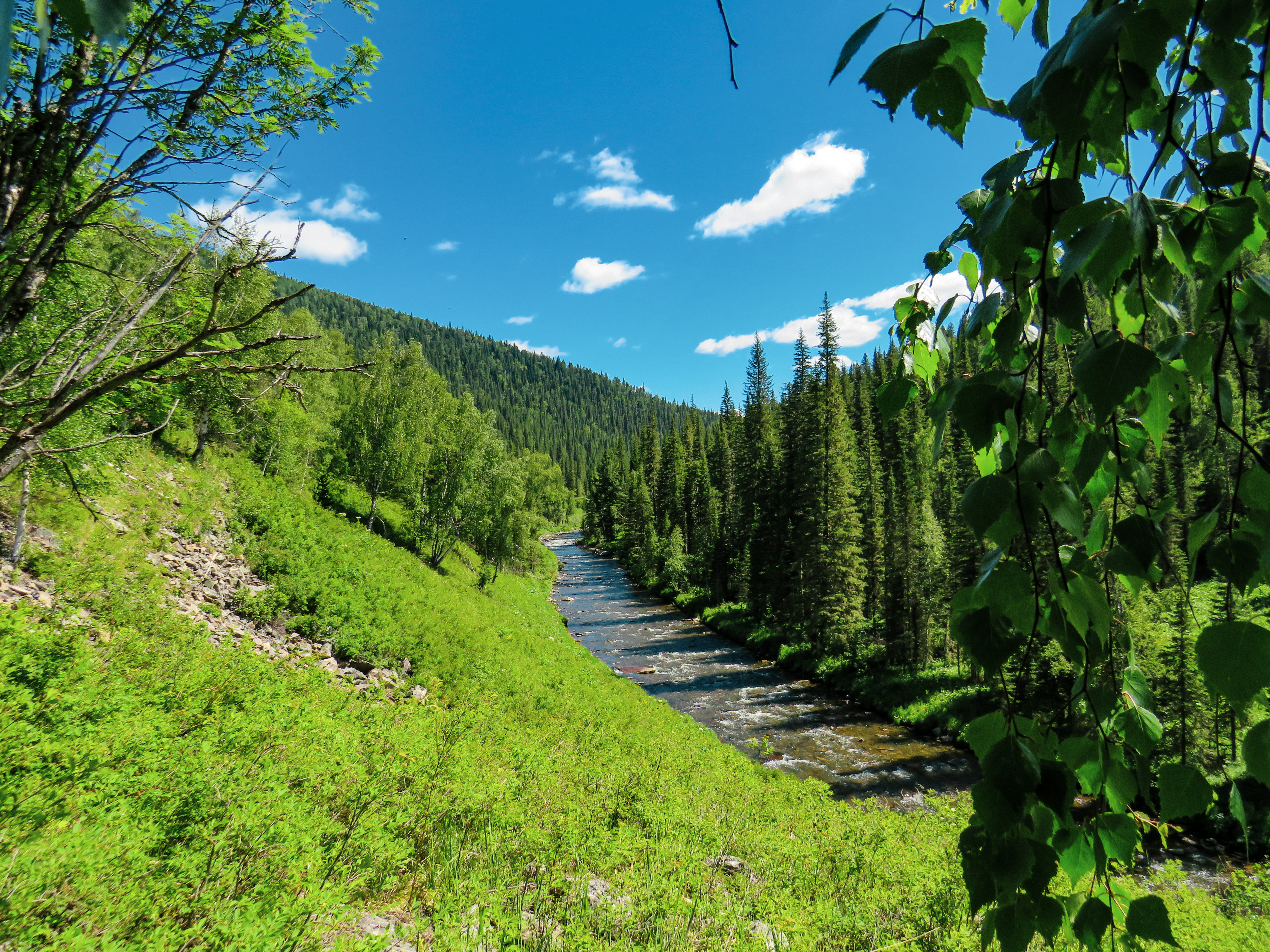
Річка Чорна Уба